# Maison Fompeyrouse
La maison Fompeyrouse est une maison gothique médiévale de Cordes-sur-Ciel, une commune du Tarn. Elle est classée monument historique depuis le 23 mai 1912.

## Origine
C'est une maison construite au Moyen Âge par une riche famille cordaise. Elle fait partie des édifices qui ont valu au village de Cordes-sur-Ciel le surnom de la « cité aux cent ogives » pour sa grande proportion d'édifices civils gothiques.

## Description
Comme toute maison gothique, elle possède trois étages.

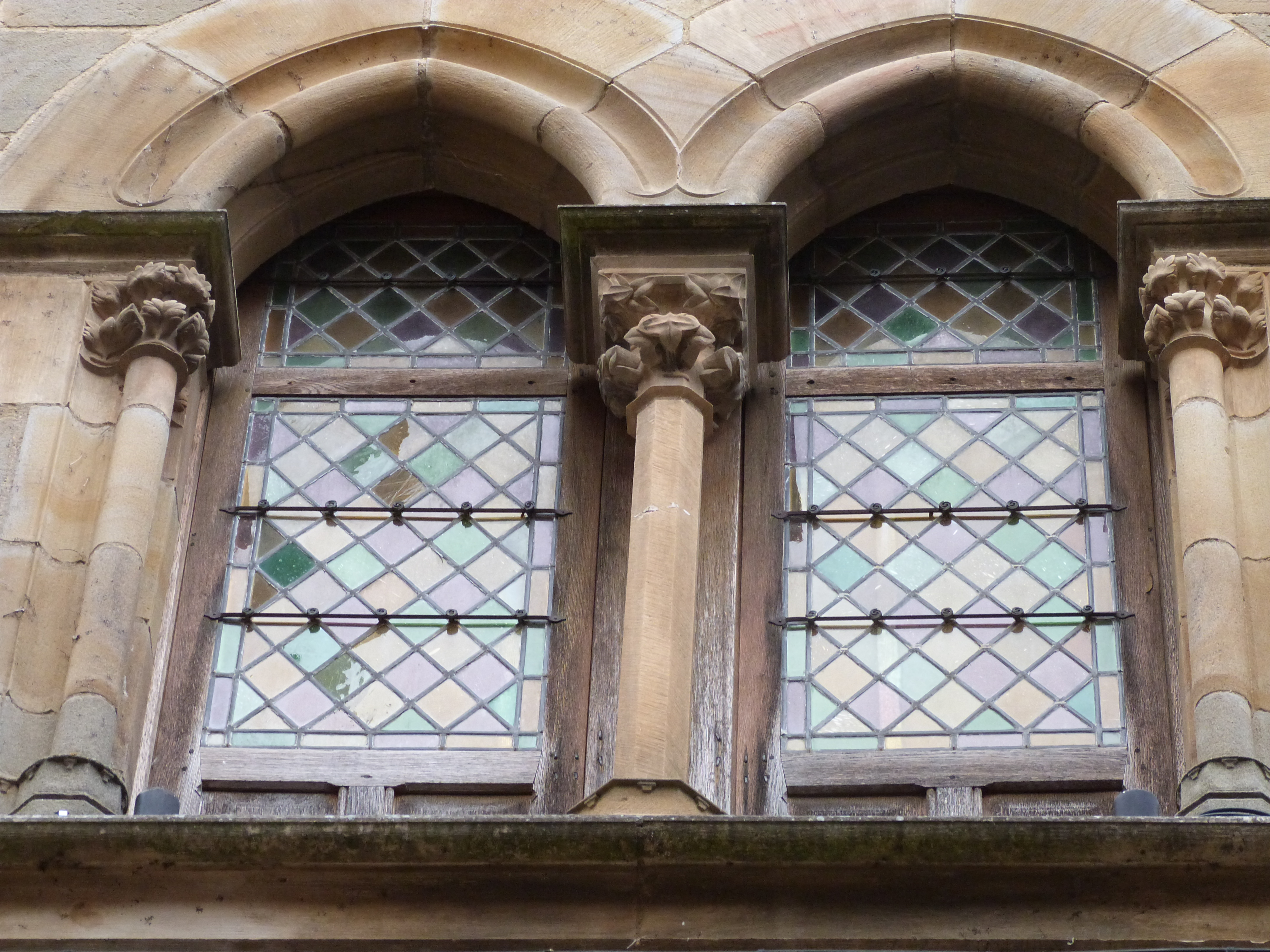
Fenêtre géminée.

Au rez-de-chaussée, six arcades sont ouvertes sur la rue. Elles sont vitrées avec des montants de bois et l'une d'entre elles comporte une porte de bois cloutée.
Le premier étage comporte des fenêtres géminées et des ouvertures minces et hautes. Le deuxième étage est éclairé par une alternance de baies géminées et de baies isolées. Leur hauteur est inhabituelle.
L'intérieur de la maison a été bouleversé au cours des âges. Seule la façade a été classée. 

## Sources